# Ruma (Illinois)
Pour les articles homonymes, voir Ruma (homonymie).
Ruma est un village situé au nord-ouest du comté de Randolph dans l'Illinois, aux États-Unis,. Il est incorporé le 28 août 1879.

## Démographie
Lors du recensement de 2010, le village comptait une population de 317 habitants. Elle est estimée, en 2016, à 313 habitants.

### Source de la traduction
- (en) Cet article est partiellement ou en totalité issu de l’article de Wikipédia en anglais intitulé « Ruma, Illinois » (voir la liste des auteurs).